# 衡东洣水国家湿地公园
衡东洣水国家湿地公园，位于湖南省衡阳市衡东县境内。

## 位置
衡东洣水国家湿地公园主要包括流经衡东县境内的洣水河全部、洣水河一级支流永乐河流经衡东县草市镇境内部分。
公园规划总面积2983.6公顷，境内全长72.5公里, 河上建有荣桓、甘溪、洋塘三座河坝。
2016年，公园管理处开展湿地公园界桩界碑埋设工作，明确公园界限，规划埋设350个界桩，6块界碑，预计12月底竣工。

## 生态资源
经调查，衡东洣水国家湿地公园及其周边拥有动植物资源包括：
- 维管植物150科，404属，801种。

- 斑鳢、银飘鱼、南方拟䱗、大眼华鳊等42种鱼类。
- 虎纹蛙、黑斑蛙和棘腹蛙等15种两栖类。
- 鸳鸯、草鸮等91种鸟类。
- 小灵猫等18种哺乳类动物。

## 生态保护措施
2015年1月21日，衡东县森保站工作人员在洣水杨林镇潭江口段共发现鸳鸯34只。据当地群众反映鸳鸯是2013年飞来衡东县洣水段，最多时有100多只。
衡东县林业部门到现场进行了勘察，准备在这里建立候鸟保护区，彻底禁止偷猎等违法行为，计划在那里建立观测站、鸳鸯越冬基地。
2017年2月2日为世界湿地日，衡东洣水国家湿地公园管理处在衡东县滨江广场和嘉汇超市门口开展以"湿地减少灾害风险"为主题的宣传活动。

## 脚注和参考资料
1. 1 2  湖南衡东洣水国家湿地公园管理处. . 2015年1月6日  [2017年2月4日].[永久]
2. ↑  吴, 娅. . 红网. 2016年12月7日.
3. ↑  张, 超. . 华声在线衡阳站. 2015年1月24日.
4. ↑  陈, 鸿飞. . 湖南日报. 2015年2月23日.
5. ↑  黄, 亚辉. . 华声在线衡阳站. 2017年2月4日.